# Les Hiboux de Séverac
Les Hiboux est une mélodie pour voix et piano de Déodat de Séverac composée en 1898 sur un poème de Charles Baudelaire.

## Composition
Sur un poème de Charles Baudelaire extrait de Spleen et Idéal des Fleurs du mal, Les Hiboux est une mélodie composée par Déodat de Séverac en 1898. C'est la seule mise en musique de Séverac réalisée d'après un texte de Baudelaire.

## Présentation
La partition, dédiée à Paul Payan, basse à l'Opéra-Comique (« A mon ami Payan de l'Opéra-comique »). Elle est publiée pour la première fois en 1913 par S. Chapelier.
Les Hiboux est de tempo lento, pour voix de basse ou contralto dans sa version au ton original de ré mineur, ou dans une version pour baryton ou mezzo-soprano en sol mineur.

## Analyse
La mélodie est en trois parties « caractérisées par des formules rythmiquement différentes » et comporte de nombreux figuralismes : les hululements des hiboux sont ainsi représentés par des appoggiatures (des petites notes brèves, « sorte de cri mélancolique ») et des quartes à vide au piano.
Pour Graham Johnson, l’œuvre, « d’une mélancolie toute moussorgskienne, est,
hors quelques plumes ébouriffées, étrangement immobile, d’une immobilité merveilleusement adaptée aux laconiques hiboux ».
À la fin, la nuance  ajoute une touche supplémentaire de mystère à cette « étrange méditation de Séverac ».

## Discographie
- Songs by Déodat de Séverac, François Le Roux (baryton), Graham Johnson (piano), avec la participation de Patricia Rozario (soprano), Hyperion Records CDA66983[6], 1998.
- Déodat de Séverac : Mélodies, Anne Rodier (soprano), François-Michel Rignol (piano), Solstice SOCD319, 2016[7].

### Ouvrages généraux
- Vladimir Jankélévitch, La présence lointaine : Albeniz, Séverac, Mompou, Paris, Seuil, coll. « Points » (no 912), 2021 (1re éd. 1983) (ISBN 978-2-7578-9065-3).
- Marie-Claire Beltrando-Patier, « Déodat de Séverac », dans Brigitte François-Sappey et Gilles Cantagrel (dir.), Guide de la mélodie et du lied, Paris, Fayard, coll. « Les Indispensables de la musique », 1994, 916 p. (ISBN 2-213-59210-1), p. 727-728.

### Monographies
- Jean-Bernard Cahours d'Aspry, Déodat de Séverac, musicien de lumière. Sa vie, son œuvre, ses amis (1872-1921), Atlantica-Séguier, coll. « Carré Musique », 2001, 145 p. (ISBN 978-2-84049-235-1).
- Pierre Guillot, Déodat de Sévérac : musicien français, Paris, L'Harmattan, 2010, 354 p. (ISBN 978-2-296-13156-9, présentation en ligne).